# Analectes d'acteurs
 (septembre 2016).
Les Analectes d'acteurs (役者論語, Yakusha Rongo () sont un recueil d'écrits du XVIIe siècle et début du XVIIIe sur la pratique et l'esthétique du jeu d'acteur de la forme théâtrale japonaise kabuki, compilé durant ou autour de l'ère Genroku (1688-1704). Bien qu'elles ne fournissent pas beaucoup d'informations directes sur les origines ou l'histoire du développement du kabuki dans les périodes précédentes, les œuvres collationnées sont écrites à une époque où la plupart des normes du kabuki se mettent en place et sont formalisées ; l'ouvrage reflète donc les philosophies et l'esthétique de l'une des périodes les plus formatrices du kabuki. L'une des versions les plus anciennes existantes a été initialement publiée en 1776, comme ensemble de livres d'impressions sur bois en quatre volumes. Il est difficile de savoir si les Analectes ont été imprimées en tant que collection avant cette date, mais les références aux « sept écrits » indiquent que les textes ont été considérés globalement comme un groupe, même s'ils n'ont pas été publiés de cette façon, depuis leur création au début du XVIIIe siècle.
Certaines des œuvres collectées dans les Analectes ont également été imprimées séparément ou avec d'autres œuvres, comme brouillons de pièces non-kabuki ou divers autres écrits de conseils pour les acteurs et autres. Certaines de ces impressions séparées indiquent que les versions trouvées dans les Analectes recueillies sont des versions incomplètes, ou versions évoluées et révisées d'œuvres originales.
Le titre provient de ce que rongo (論語) est le nom chinois original de ce qui est connu sous le nom Analectes de Confucius.

## Sections
- « Cent objets sur scène » par Sugi Kuhee, est composé en fait non pas de cent, mais de sept points discutés par l'auteur, dont son inquiétude sur la régression des normes, ses conseils pour les acteurs se préparant pour un rôle et les descriptions des types généraux de rôles. Sugi était conseiller de Sakata Tōjūrō I, l'un des acteurs les plus influents de l'époque. Sugi conseille aux acteurs de mettre toute leur énergie dans la répétition, de sorte que le rôle viendra naturellement de leur part lors de la représentation. Il aborde également un sujet qui vient plus tard dans les Analectes, celui de l'équilibre entre le jeu pour le public et le jeu pour le rôle ; en d'autres termes, l'acteur doit-il se concentrer sur la pièce comme réalité, jouant comme si elle était véritable, ou doit-il garder à l'esprit ce qui semble bon du point de vue du public? Le principal exemple que donne Sugi de ce dilemme se présente sous la forme du combat d'escrime. L'acteur doit-il pointer l'épée vers son compagnon acteur avec les mouvements, l'attitude et le langage corporel de quelqu'un véritablement prêt à combattre son ennemi ou comme celui qui a mémorisé un ensemble de mouvements de scène censés représenter un combat à l'épée pour le public?

Un autre élément, connexe, présenté dans cette section est celui de l'équilibre entre fiction et réalité sur scène. Contrairement au théâtre occidental, le kabuki ne cherche pas à représenter la réalité photographique, mais plutôt à créer un monde fantastique plus grand que nature ancré dans la réalité. La déclaration paradoxale de Sugi selon laquelle « le réalisme d'une pièce provient de la fiction ; si une pièce comique ne repose pas sur la vraie vie, elle est contre nature » résume ce concept.
À côté de la partie consacrée uniquement au jeu et aux rôles eux-mêmes, cette section et d'autres traitent aussi des attitudes et comportements des acteurs en général en ce qui concerne le public et leurs collègues acteurs. Elles déconseillent d'éclipser les autres acteurs et de transformer l'action en une compétition. Elles déconseillent également de ne pas se donner entièrement à cause d'un public plus restreint. Cependant, les Analectes mettent également en garde contre le contraire. Les acteurs ne devraient pas se laisser entièrement absorbés dans un ensemble et doivent chercher à se faire un nom pour eux-mêmes. Ils doivent également chercher à adapter chaque représentation à l'auditoire. Cela amène à une autre différence clé entre le kabuki et le théâtre occidental. Le kabuki ne cherche jamais à reproduire un spectacle exactement comme il est écrit, ni exactement comme il a été représenté dans le passé. Chaque représentation est un nouvel effort de création.
- « Miroir pour les acteurs » de Tominaga Heibee se compose principalement de résumés d'un certain nombre de pièces jouées à l'époque, dont beaucoup auraient autrement été perdues et, à travers celles-ci, fournit quelques-unes des seules descriptions existantes de formes antérieures du kabuki. Il décrit diverses coutumes d'autrefois, ainsi que des évolutions, comme l'interdiction (peut-être inexacte) faite aux hommes en 1656 de porter certains types de coiffures féminines, ou la fermeture des théâtres imposée par les autorités en un certain nombre d'occasions lorsque de telles interdictions avaient été enfreintes. Comme les origines du kabuki sont étroitement liées à la prostitution, les exemples de pièces antérieures fournies dans cette section donnent un aperçu de la façon dont le théâtre s'est développé au fil du temps.

- « Les paroles d'Ayame », la section la plus connue des Analectes, est une compilation faite par le dramaturge Fukuoka Yagoshirō de dires de Yoshizawa Ayame I, le premier grand onnagata. Elle décrit essentiellement les conseils d'Ayame sur le jeu, en se concentrant sur des conseils pour les onnagata avec les réflexions d'Ayame sur d'autres aspects du théâtre. Certains des points clés comportent des conseils sur la façon de subsumer les tendances et qualités masculines de l'acteur en caractéristiques féminines essentielles à une bonne représentation. Ayame est connu pour avoir vécu comme une femme dans sa vie privée et de bien des façons, et a conseillé de cultiver la grâce et la féminité sur scène et hors scène, de sorte que la performance se déroule plus facilement et que les autres acteurs puissent plus facilement voir l'onnagata comme une femme et jouer plus facilement et librement eux-mêmes. Ayame, marié avec plusieurs enfants, se comportait néanmoins d'une façon tout à fait féminine dans sa vie de tous les jours. Il a également suggéré que, tout comme une vraie femme ne peut pas devenir un homme, un onnagata ne doit pas aspirer à s'essayer à des rôles masculins. Cela a été écrit et compilé dans les Analectes avant qu'Ayame lui-même tente de le faire et y échoue lamentablement.

Dans cette section sont aussi décrits un certain nombre de différents types de rôles de femmes et les façons dont un acteur doit les aborder. Il décrit par exemple l'équilibre délicat, dans le jeu d'une femme de samouraï ou d'un autre guerrier, entre la compétence au combat et une apparence pas trop masculine, ainsi que les fines différences entre les rôles de femme de samouraï, de femme de roturier et des différents types ou rangs de courtisanes.
Ayame est célèbre pour ses succès aux côtés de Sakata Tōjūrō, spécialisé dans les rôles masculins principaux, et élabore de nombreux points déjà abordés dans les cent objets de Sugi et Poussière dans les oreilles de Tōjūrō.
- « Poussière dans les oreilles » est un recueil, constitué par Kaneko Kichizaemon, des dires et points de vue de Sakata Tōjūrō.

- « Suite de la poussière dans les oreilles » fournit des anecdotes sur divers autres acteurs de l'époque.

- « La collection Kengai » revient à Sakata Tōjūrō et fournit, avec le Poussière dans les oreilles, un grand aperçu des attitudes et du caractère de l'acteur.

- « Le journal de Sadoshima », la dernière des Analectes, est une sorte de biographie de l'acteur Sadoshima Chōgorō.

## Source de la traduction
- (en) Cet article est partiellement ou en totalité issu de l’article de Wikipédia en anglais intitulé « Actors' Analects » (voir la liste des auteurs).